# Thuthapuzha
El Thuthapuzha es un río y uno de los tributarios principales del río Bharathapuzha, el segundo río más largo en el estado de Kerala, en el sur de la India. 
El río Kunthipuzha que fluye por el Silent Valley (Valle Silencioso) es uno de sus tributarios.

## Otros tributarios del Thuthapuzha
- Kunthipuzha
- Kanjirappuzha
- Ambankadavu
- Thuppanadippuzha